# Municipio de Puebla
El municipio de Puebla es uno de los 217 municipios en los que se divide el estado mexicano de Puebla. Su cabecera municipal es Heroica Puebla de Zaragoza, capital y ciudad más poblada de su estado homónimo y principal integrante de la Zona de Metropolitana Puebla-Tlaxcala.
La conurbación, integrada por la ciudad y municipio según el último censo realizado por el Instituto Nacional de Estadística y Geografía, el Secretaría de Desarrollo Social en 2010, representa la cuarta ciudad más grande de México, después de la Ciudad de México, Guadalajara y Monterrey.
El Municipio de Puebla a nivel nacional es la sexta demarcación que más PIB aporta, pues con un PIB PPA de 79,508 millones de dólares, solo está por detrás de los municipios de Tijuana, Guadalajara, Monterrey y las alcaldías Miguel Hidalgo y Cuauhtémoc.

## Geografía
El municipio de Puebla se encuentra localizado en el valle de Puebla-Tlaxcala en la zona central del estado e inmediatamente al sur del límite con el estado de Tlaxcala, sus coordenadas extremas son 18°50′ - 19°14′ de latitud norte y 98°1′ - 98°18′ de longitud oeste y su extensión territorial es de 534,33 kilómetros cuadrados que lo convierten en el quinto municipio más extenso del estado de Puebla.
Limita al noreste con el municipio de Tepatlaxco de Hidalgo, al este con el municipio de Amozoc y con el municipio de Cuautinchán, al sureste con el municipio de Tzicatlacoyan, al sur con el municipio de Huehuetlán el Grande y con el municipio de Teopantlán, al suroeste con el municipio de Ocoyucan, al oeste con el municipio de San Andrés Cholula y con el municipio de San Pedro Cholula y al noroeste con el municipio de Cuautlancingo; al norte limita con el estado de Tlaxcala, en particular con el municipio de Papalotla de Xicohténcatl, el municipio de Tenancingo, el municipio de San Pablo del Monte, el municipio de Huamantla y el municipio de Teolocholco.

### Orografía

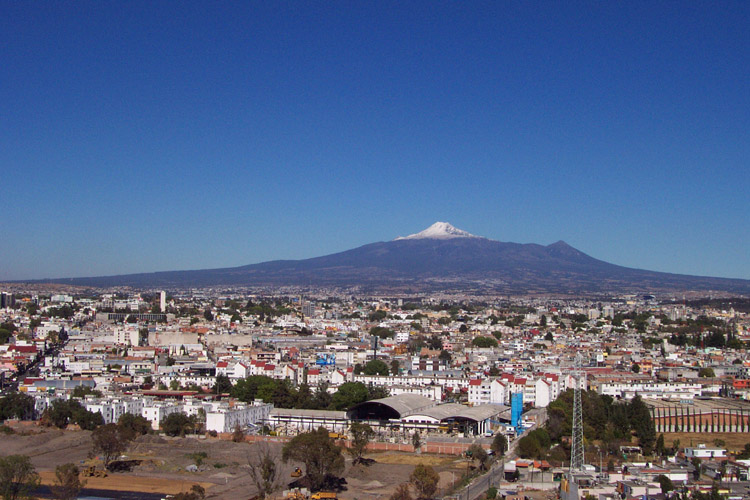
El Volcán Malintzin desde la ciudad de Puebla

El territorio municipal de Puebla es muy variado en su relieve y se encuentra dominado tanto por elevaciones importantes como por el Valle de Puebla-Tlaxcala en donde se asienta en su mayor parte la cabecera municipal, la altitud del territorio va desde 1 980 metros sobre el nivel del mar en el sector más bajo del valle hasta alcanza los 4 420 metros sobre el nivel en la cima del Volcán Malintzin, también conocido como Matlacuéyetl o La Malinche y que es la quinta mayor elevación del estado de Puebla.
El Malintzin es la mayor elevación del municipio y se encuentra localizado en su extremo noreste, compartido con el municipio de Tepetlaxco de Hidalgo y con el estado de Tlaxcala cuyos límites convergen en la cima del mismo; en las faldas del volcán se encuentra localizadas varias poblaciones siendo la principal San Miguel Canoa, sus estribaciones comienzan al elevarse a 2 200 m s. n. m. y culminar en 4 500 en una distancia de veinte kilómetros desde el valle por lo que su elevación es considerada abrupta; al este del territorio y en los límites con Amozoc se encuentran las pequeñas elevaciones que dan inicio a la sierra de Amozoc y que tienen un sentido noroeste-sureste, las siguientes elevaciones en importancia después de La Malinche son las de la sierra del Tenzo que forma el límite sur del municipio, en esta serranía la mayor elevación la constituye el cerro Nanahuachi; al pie de la sierra del Tenzo se encuentra la cuenca del Valsequillo, la zona más baja de todo el territorio y a través de la cual corre el río Atoyac, y en donde había formado un cañón llamado Balcón del Diablo, siendo aprovechado al ser construida en él la Presa de Valsequillo o Presa Manuel Ávila Camacho, cubriendo su embalse la mayor parte de la extensión de la depresión.
El centro y noroeste del municipio se encuentra localizado el Valle de Puebla-Tlaxcala cuya altitud promedio es de 2 140 metros sobre el nivel del mar y en el cual se encuentra ubicado en su mayor parte la ciudad de Puebla de Zaragoza, este valle es mayoritariamente plano con unas pocas elevaciones como el cerro de Acuyametepec, coronado por los Fuertes de Loreto y Guadalupe y al pie del cual se desarrolló la Batalla de Puebla del 5 de mayo de 1862.
Fisiográficamente la totalidad del municipio poblano pertenece a la Provincia fisiográfica X Eje Neovolcánico y a la Subprovincia fisiográfica 57 Lagos y Volcanes de Anáhuac.

### Hidrografía

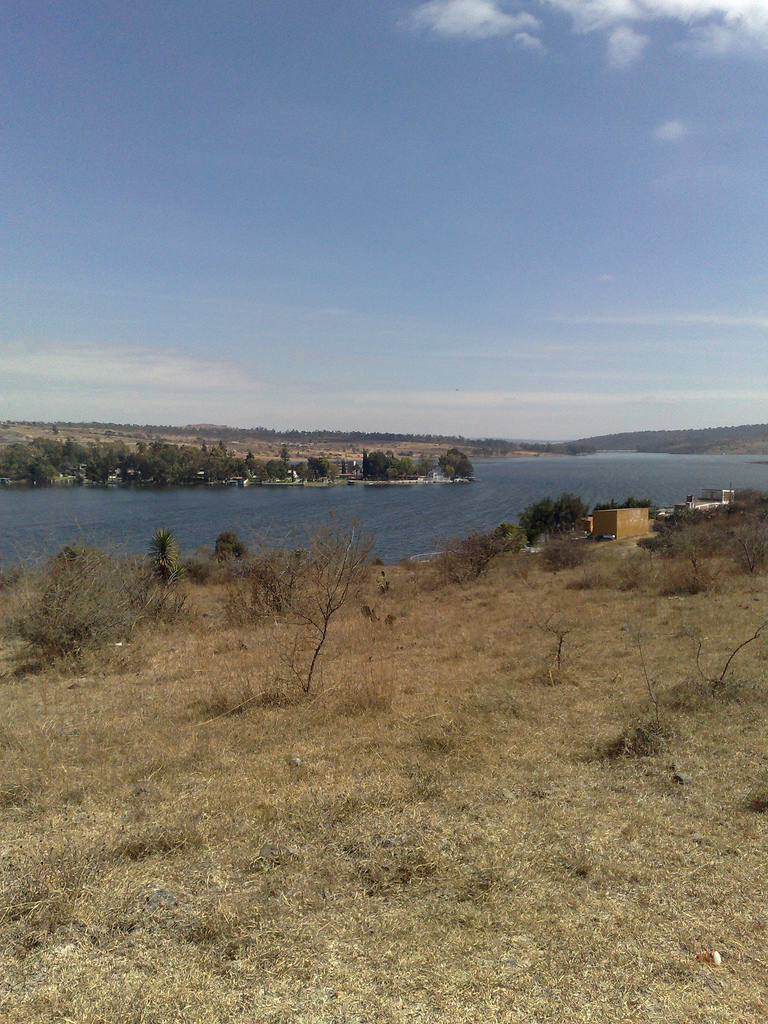
La Presa Valsequillo

La principal corriente del municipio de Puebla es el río Atoyac que recorre el municipio primero en sentido norte-sur por su extremo oeste sirviendo en varios tramos de límite con los municipios de Cuautlancingo, San Andrés Cholula y Ocoyucan y luego tuerce bruscamente hacia el este cruzando a través de la cuenca del Valsequillo donde había formado un cañón que era denominado Balcón del Diablo en el cual fue construido la Presa de Valsequillo, oficialmente denominada Manuel Ávila Camacho, que tiene 405 millones de metros cúbicos de capacidad y es el principal cuerpo de agua del municipio.
Existen además numerosos arroyos que descienden desde las laderas del Volcán Malintzin y que tras atravesar la mancha urbana de Puebla de Zaragoza desaguan en la Presa de Valsequillo, la mayoría de ellos han formado barrancas en su descenso debido a la naturaleza del suelo que atraviesan, dichas barrancas han sido en muchos casos urbanizadas o presentan grave deterioro ecológico; el principal de estos es el Arroyo Alseseca y al noroeste del territorio el Arroyo Actiopa-Ametlapaneca.
La totalidad del municipio de Puebla pertenece a la Región hidrológica Balsas y a la Cuenca del río Atoyac.

### Clima
El territorio municipal de Puebla se encuentras tres tipos de clima, definidos principalmente por la altura; 
- el extremo noreste en las alturas del Volcán Malintzin, el clima es Semifrío subhúmedo con lluvias en verano,
- en la mitad norte del valle de Puebla, abarcando en su mayor parte de la cabecera municipal el clima es Templado subhúmedo con lluvias en verano, de mayor humedad y
- en el resto del territorio formado por la mitad sur del valle y sus elevaciones al sur de la Presa de Valsequillo el clima es Templado subhúmedo con lluvias en verano, de humedad media.

La temperatura media anual registrada en la zona del valle es de 16 a 18 °C, descendiendo en la medida que el terreno asciende hacia el Malintzin, siendo las siguientes franjas con rangos que van de 
16 a 14 °C, 
14 a 12 °C, 
12 a 10 °C, 
10 a 8 °C y 
8 a 6 °C en la cumbre. 
En similar caso que en los climas, la pluviosidad del territorio es determinada principalmente por su altitud, siendo mayor la pluviosidad a mayor altura, así tenemos que en 
el sector noreste la pluviosidad es superior a los 1 000 mm al año, 
el sector intermedio del Valle es entre 800 y 1 000 mm, 
mientras que en el sureste es inferior a los 800 mm.

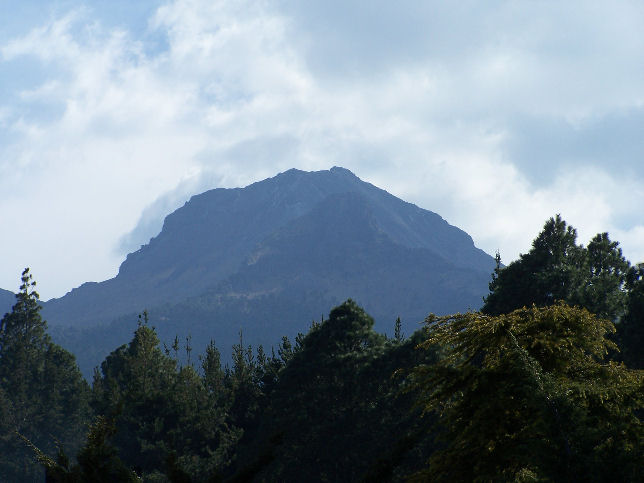
Bosque en las faldas del Malintzin

### Ecosistemas
La mayor parte del territorio municipal, un 42%, es cubierto por zona urbana, 
el 25% del territorio se destina a la agricultura, 
un 15% esta cubierto por pastizal y 
un 12% por bosque, el resto se considera como no aplicable a definición. 
Los bosques se encuentran ubicados en las faldas del Volcán Malintzin y continuamente amenazados por un proceso continuo de deforestación principalmente para dedicar las tierras a la agricultura. 
Las principales especies encontradas en esta zona son propias del bosque de pino-encino y en la parte más elevada de oyamel. El estrato arbóreo del municipio está dominado por especies de encinos (como Quercus rugosa y Quercus castanea), pinos (Pinus hartwegii en la Malinche, Pinus leiophylla en las partes más bajas), enebros (Juniperus deppeana, Juniperus flaccida y el endémico Juniperus poblana), fresnos, cazahuates y madroños; aunque en muchos espacios han sido reemplazados por especies exóticas como eucaliptos y pirules.
Al pie de la sierra del Tentzo se ubica la principal zona de pastizales del municipio en los alrededores de la Presa del Valsequillo, que es también una de las zonas mayor erosión del territorio debido a la acción del acarreo de sedimento por la presa y por la práctica ganadera.
La fauna localizada en el municipio es variada, formada entre otras especies por cacomixtle, ardillón, tlacuache y venado; cardenalito, zanate, pinzón y paloma; ranas arborícolas y silbadoras; así como una gran cantidad de insectos como la mariposa monarca, el mayate de la calabaza, el abejorro zumbador y el chapulín de milpa.

### Zonas de protección
El extremo noreste del territorio se encuentra dentro del parque nacional La Malinche o Matlacuéyatl, formado por dicho volcán y sus faldas y decretado como tal por el presidente Lázaro Cárdenas del Río el 6 de octubre de 1938, tiene una superficie total de 45 711 hectáreas compartidas con el estado de Tlaxcala y con los municipios poblanos de Acajete, Amozoc y Tepatlaxco de Hidalgo.
| Mapas del municipio de Puebla |
| \| \| \| Climas. \|           |
|                               |
| Climas.                       |

## Demografía
El municipio de Puebla es el más poblado del estado y el cuarto municipio más poblado de México, superado únicamente por Tijuana en Baja California, la Alcaldía Iztapalapa de Ciudad de México y León en Guanajuato. al registrar en el Censo de Población y Vivienda realizado en 2020 por el Instituto Nacional de Estadística y Geografía un total de 1,692,181 habitantes, de los que 809,485 son hombres y 882,696 son mujeres.

### Localidades
En el municipio de Puebla se localizan un total de 135 localidades, siendo las principales y su población en 2020 las siguientes:

Principales localidades

| Localidad                  | Población |
| Total Municipio            | 1 692 181 |
| Heroica Puebla de Zaragoza | 1 542 232 |
| Santa María Xonacatepec    | 17 215    |
| San Miguel Canoa           | 15 070    |
| San Andrés Azumiatla       | 11 692    |
| La Resurrección            | 10 536    |
| San Sebastián de Aparicio  | 8 370     |
| Santo Tomás Chautla        | 6 230     |
| Chapultepec                | 6 063     |
| San Pedro Zacachimalpa     | 4 712     |
| Santa Catarina             | 4 458     |
| Galaxia la Calera          | 4 427     |
| San Baltazar Tetela        | 4 224     |
| San Miguel Espejo          | 3 409     |
| Primero de Mayo            | 2 640     |
| Guadalupe                  | 2 341     |
| Santa Lucía                | 2 285     |
| Los Ángeles Tetela         | 2 237     |
| Tlacaelel                  | 2 045     |

## Comunicaciones

Vías de comunicación

### Carreteras
Las principales carreteras del municipio de Puebla son
- Carretera Federal 119.
- Carretera Federal 121.
- Carretera Federal 150.
- Carretera Federal 190.

La principal vía de comunicación terrestre en el municipio es la Carretera Federal 150 o carretera México-Veracruz y es una autopista de seis carriles, tres por cada sentido de circulación, que atraviesa el municipio en sentido este-oeste en su sector norte, paralela al límite estatal con Tlaxcala, proviene desde el oeste del municipio de Cuautlancingo y continúa al este hacia el de Amozoc; desde su origen en la Ciudad de México la carretera 150 es una autopista de cuota, más comúnmente conocida como Autopista México-Puebla y que en ese mismo recorrido tiene una paralela que funciona como carretera libre y que es la Carretera Federal 190. La extensión aproximada de la carretera 150 como autopista en el municipio de Puebla es de 20 kilómetros; en la ciudad de Puebla de Zaragoza comienza además la sección libre de cuota de la Carretera 150, formada por un solo cuerpo de dos carriles de circulación y que es una prolongación de la avenida Tecamachalco de la misma ciudad, esta carretera sigue el trazo original de los caminos de dicha ciudad al Puerto de Veracruz.
La Carretera Federal 190 recorre aproximadamente 15 kilómetros en el municipio de Puebla como carretera libre de cuota, proviene desde el municipio de San Pedro Cholula en sentido este-oeste y gira hacia el suroeste internándose en el municipio de San Andrés Cholula, esta carretera que constituye la vía libre de cuota de México a Puebla es además parte del trazo original de la Carretera Panamericana en México; además a partir de la ciudad de Puebla inicia un nuevo segmento de autopista de la Carretera Federal 190 que una dicha ciudad con la de Atlixco y denominada Vía Atlixcáyotl, formada por dos cuerpos con dos carriles en cada sentido.
En el norte del municipio se encuentran dos pequeños segmentos de otras dos carreteras que lo unen con el estado de Tlaxcala; la Carretera Federal 119 o carretera Puebla-Tlaxcala que parte de la autopista México-Puebla hacia el norte como prolongación de la avenida Carmen Serdán de la ciudad de Puebla y tiene una extensión de 9,30 kilómetros en territorio municipal en sentido norte sur; y la Carretera Federal 121 o carretera Puebla-Santa Ana Chiautempan y que tiene un recorrido de 3,50 kilómetros en el territorio municipal en el mismo sentido norte-sur; ambas carreteras son autopistas de dos cuerpos y dos carriles por sentido.
Existen además varias carreteras de carácter estatal en el municipio de Puebla; al norte de se encuentra la carretera que une a Puebla de Zaragoza con la población de San Miguel Canoa en las faldas del Volcán Malintzin, dicha carretera tiene una extensión de 10 kilómetros y cruza además por la localidad de San Sebastián de Aparicio siendo una prolongación de la avenida Alfredo Toxqui, en la mayor parte de su extensión es un solo cuerpo con un carril por circulación; al sureste del territorio se localiza una segunda carretera estatal de gran importancia por comunicar a la cabecera municipal con las localidades del sur del municipio —como San Pedro Zacachimalpa y San Baltazar Tetela— y la Presa de Valsequillo, además de destinos de interés turístico como el zoológico Áfricam Safari y la población de Tecali de Herrera; finalmente al sur de la Presa de Valsequillo se encuentra otra carretera de orden estatal que comunica a las poblaciones de San Andrés Azumiatla y Santa María Guadalupe Tetela entre otras.

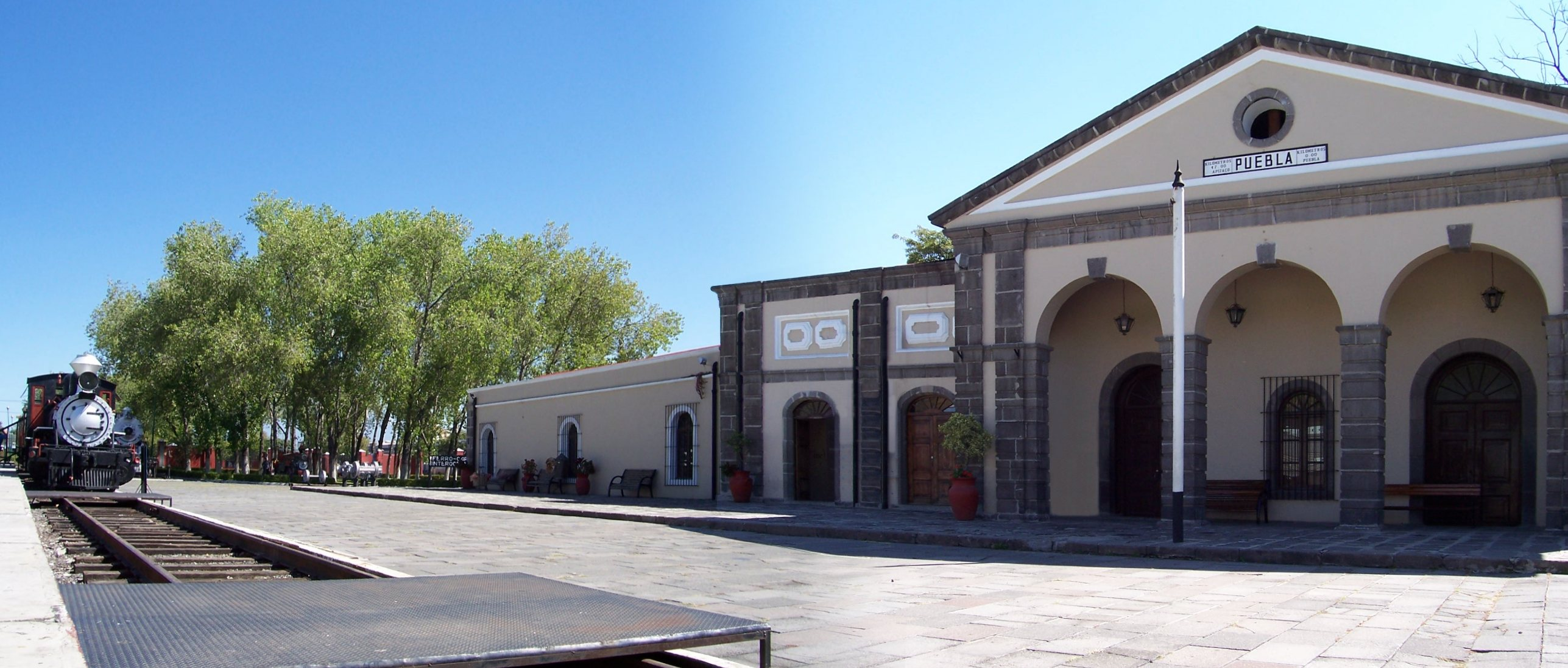
Estación de ferrocarril de Puebla

### Ferrocarril
En el territorio del municipio existen además dos líneas de ferrocarril que se unen en la ciudad de Puebla de Zaragoza, la primera en sentido este oeste es parte del Ferrocarril México - Veracruz y la segunda parte de la anterior en dirección norte hacia la ciudad de Tlaxcala de Xicohténcatl, en la actualidad no existe transporte de pasajeros por lo que estas vías son utilizadas únicamente para el transporte de carga, en consecuencia parte de sus instalaciones han perdido su uso original como la antigua estación de ferrocarril de Puebla, convertida en el Museo de los Ferrocarriles Nacionales.

## Política

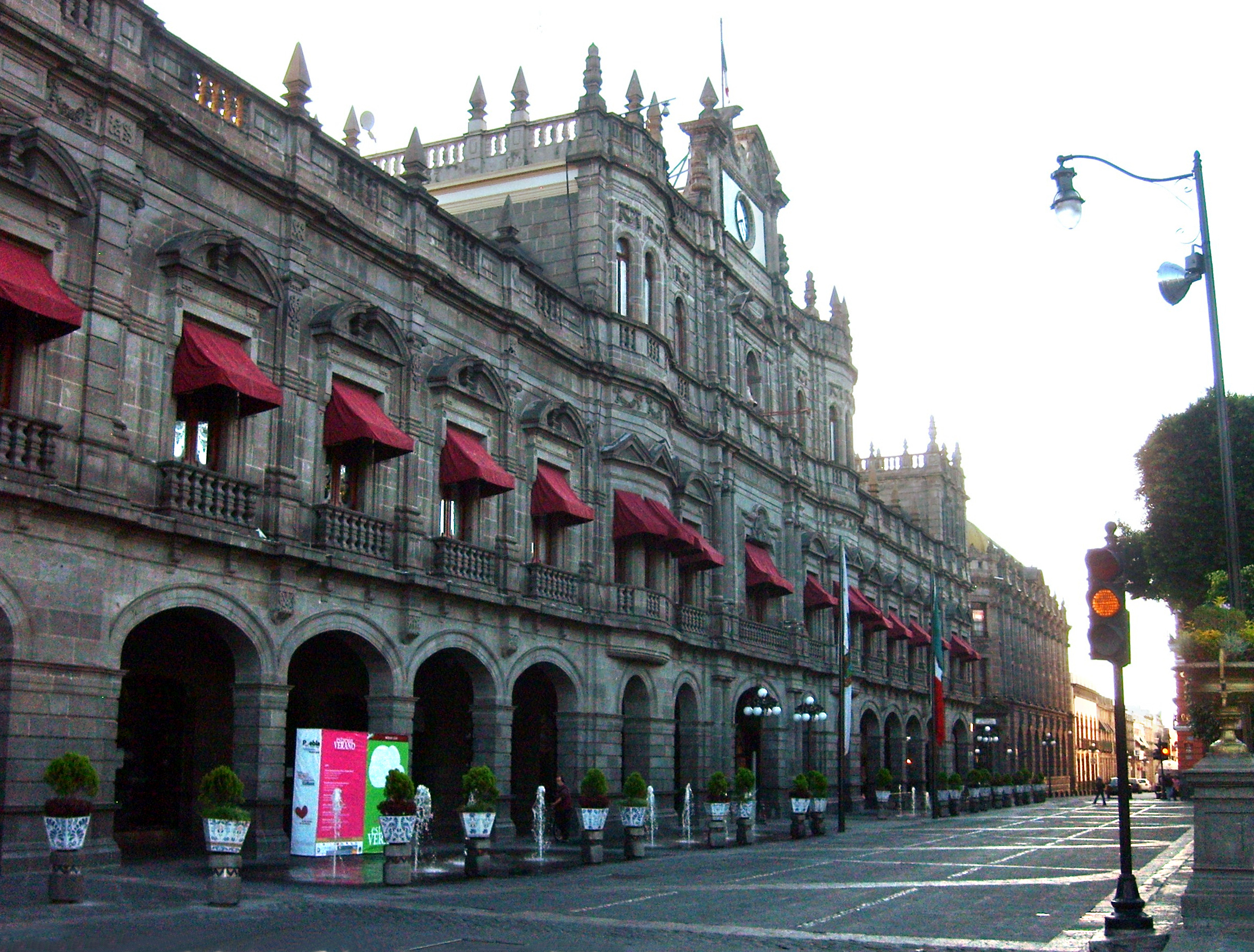
Palacio Municipal de Puebla

El gobierno del municipio de Puebla le corresponde al Ayuntamiento que tiene su sede en el Palacio Municipal de Puebla en el centro histórico de Puebla de Zaragoza, localizado frente al Zócalo y la Catedral de Puebla; el ayuntamiento se encuentra conformado por el presidente municipal, un síndico y el cabildo integrado por 22 regidores, quince de los cuales son electos por mayoría relativa y los siete restantes por mediante el principio de representación proporcional, todos son electos mediante el voto universal, directo y secreto en un proceso electoral celebrado el primer domingo de julio del año de la elección y que asumen sus cargos el 15 de febrero del siguiente año, por un periodo de tres años que no son reeligibles para el inmediato pero si de forma alternada.
Tras los resultados de las elecciones de 2018, el ayuntamiento está conformado por la presidenta municipal, Claudia Rivera Vivanco, del partido Movimiento Regeneración Nacional y de los veintitrés regidores, diez fueron elegidos por el Partido Acción Nacional, cinco por el Partido Revolucionario Institucional, uno por Pacto Social de Integración, uno por el Partido de la Revolución Democrática, uno por Nueva Alianza, uno por el Partido Verde Ecologista de México, uno por el Partido del Trabajo, uno por Compromiso por Puebla y un regidor independiente.
El gobierno municipal se integra orgánicamente por la Secretaría del Ayuntamiento, la Tesorería Municipal, la Contraloría Municipal, las Secretarías de Gobernación, Desarrollo Social y Participación Ciudadana, Administración y Tecnologías de la Información, Seguridad Pública y Tránsito Municipal, Desarrollo Económico y Turismo, Desarrollo Urbano y Obras Públicas, Medio Ambiente y Servicios Públicos y las coordinaciones de Comunicación Social y de Transparencia.
La conformación territorial actual del municipio de Puebla data del 30 de octubre de 1962 cuando por decreto del Congreso de Puebla fueron suprimidos e integrados en el de Puebla los municipios cuyas cabeceras eran hasta entonces Resurrección, San Felipe Hueyotlipan, San Jerónimo Caleras, y San Miguel Canoa; con anterioridad a ello, el 16 de enero de 1940 fue suprimido el municipio denominado Ignacio Mariscal, quedando integrado en Puebla su cabecera San Pablo Xochimehuacan.

### Subdivisión administrativa

Juntas municipales

El municipio de Puebla se divide para su administración interior, además de la cabecera municipal, en 17 juntas auxiliares, estas son electas mediante plebiscito popular celebrado el último domingo de marzo del año correspondiente y conformadas por un Presidente Auxiliar y cuatro regidores, todos para un periodo de tres años y que asumen sus cargos el día 15 de abril siguiente a su elección.
Las diecisiete juntas auxiliares del municipio de Puebla son las que siguen:
- Ignacio Romero Vargas
- Ignacio Zaragoza
- La Libertad
- La Resurrección
- San Andrés Azumiatla
- San Baltazar Campeche
- San Baltazar Tetela
- San Felipe Hueyotlipan
- San Francisco Totimehuacan
- San Jerónimo Caleras
- San Miguel Canoa
- San Pablo Xochimehuacan
- San Pedro Zacachimalpa
- San Sebastián de Aparicio
- Santa María Tecola
- Santa María Xonacatepec
- Santo Tomás Chautla

### Representación legislativa
Para la elección de diputados locales representantes de la población en el Congreso de Puebla y diputados federales integrantes de la Cámara de Diputados de México, el municipio de Puebla se encuentra integrado en los siguientes distritos electorales:
Local:
- Distrito electoral local 9 de Puebla con cabecera en la ciudad de Puebla de Zaragoza.
- Distrito electoral local 10 de Puebla con cabecera en la ciudad de Puebla de Zaragoza.
- Distrito electoral local 11 de Puebla con cabecera en la ciudad de Puebla de Zaragoza.
- Distrito electoral local 16 de Puebla con cabecera en la ciudad de Puebla de Zaragoza.
- Distrito electoral local 17 de Puebla con cabecera en la ciudad de Puebla de Zaragoza.
- Distrito electoral local 19 de Puebla con cabecera en la ciudad de Puebla de Zaragoza.
- Distrito electoral local 20 de Puebla con cabecera en la ciudad de Puebla de Zaragoza.

Federal:
- Distrito electoral federal 6 de Puebla con cabecera en la ciudad de Puebla de Zaragoza.
- Distrito electoral federal 9 de Puebla con cabecera en la ciudad de Puebla de Zaragoza.
- Distrito electoral federal 11 de Puebla con cabecera en la ciudad de Puebla de Zaragoza.
- Distrito electoral federal 12 de Puebla con cabecera en la ciudad de Puebla de Zaragoza.

### Presidentes municipales

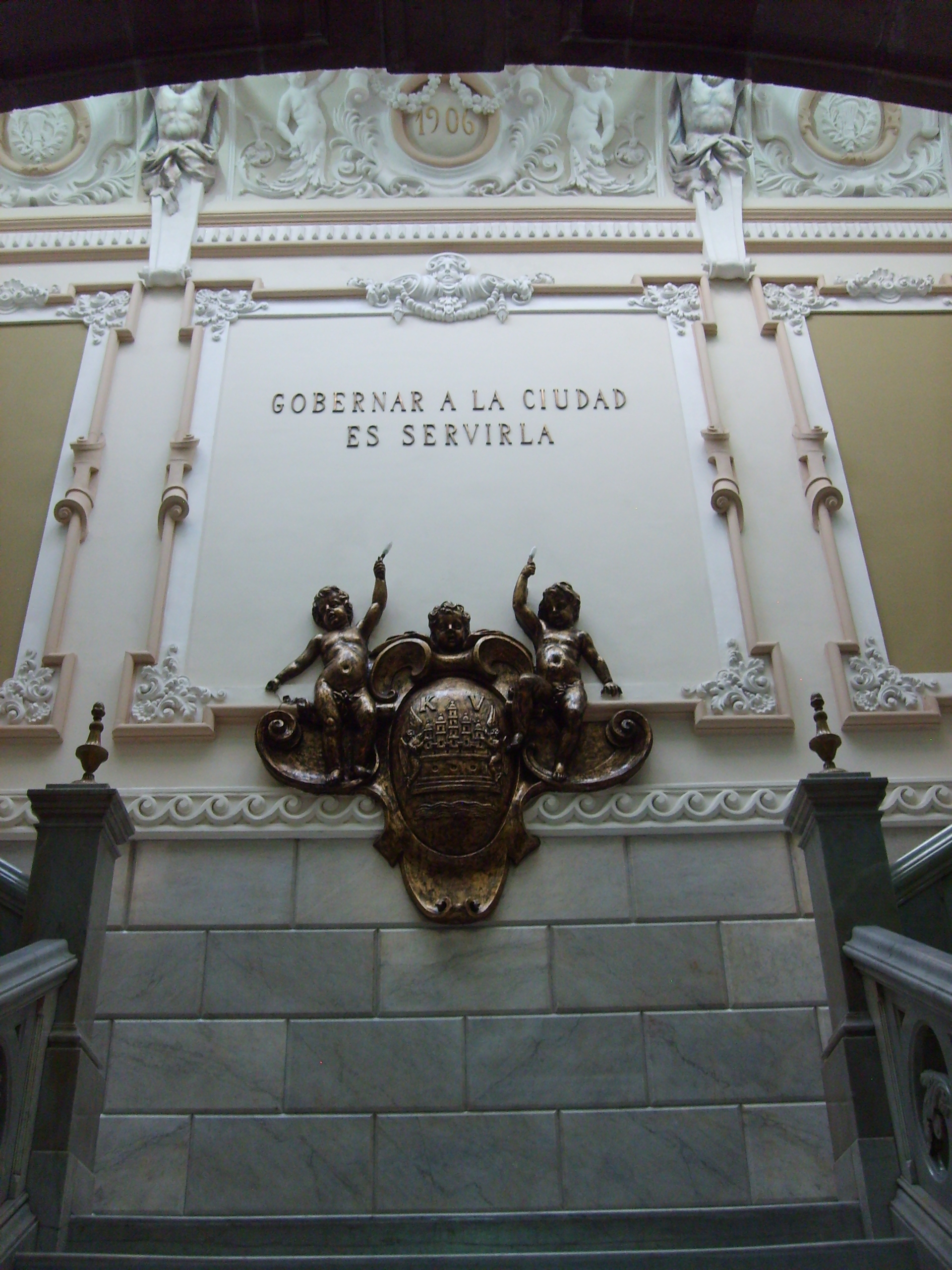
Interior del Palacio del Ayuntamiento

- (1972):  Gonzalo Bautista O'Farrill
- (1972 - 1975):  Luis Vázquez Lapuente
- (1975 - 1978):  Eduardo Cué Merlo
- (1978 - 1981):  Miguel Quiroz Pérez
- (1981 - 1984):  Victoriano Álvarez García
- (1984 - 1986):  Jorge Murad Macluf
- (1986 - 1987):  Amado Camarillo Sánchez
- (1987 - 1990):  Guillermo Pacheco Pulido
- (1990 - 1993):  Marco Antonio Rojas Flores
- (1993 - 1996):  Rafael Cañedo Benítez
- (1996 - 1999):  Gabriel Hinojosa Rivero
- (1999 - 2001):  Mario Marín Torres
- (2002 - 2005):  Luis Paredes Moctezuma
- (2005 - 2008):  Enrique Doger Guerrero
- (2008 - 2011):  Blanca Alcalá Ruiz
- (2011 - 2014):  Eduardo Rivera Pérez
- (2014 - 2016):  José Antonio Gali
- (2016 - 2018):  Luis Banck Serrato
- (2018 - 2021):  Claudia Rivera Vivanco
- (2021 - 2024):  Eduardo Rivera Pérez

### Fortalecimiento municipal
Dentro del marco de la planeación democrática y la consulta popular, surgen como órganos permanentes de fortalecimiento municipal, los Comités o Consejos de Participación Ciudadana. Los Comités Ciudadanos son órganos ciudadanizados y de consulta, dotados de autonomía técnica, de gestión y de plena independencia para ejercer sus atribuciones, son encargados de auxiliar a las Dependencias y Entidades y sirven de enlace entre ellas y la ciudadanía. Uno de los Comités más antiguos a nivel municipal es el Comité Ciudadano para la Transparencia Municipal y Gobierno Abierto.

## Desarrollo Inmobiliario
En este municipio se encuentran cuatro de las cinco zonas financieras de Puebla, Tiene una parte de Angelópolis y la Vía Atlixcáyotl, así como la totalidad de La paz y Zavaleta. 
Sus edificios más altos son: 
Torre Inxignia JV con 265 metros. 
Torre Platea con 155 metros. 
Torre Artema con 152 metros. 
Torres UMA con 130 y 110 metros. 
Torre Omega con 125.3 metros. 
Torre JV Juárez con 118 metros. 
La Vista Torre A con 115 metros. 
Torre Hospital Ángeles con 100 metros. 
Torre N1 con 100 metros. 
Torre Quore con 100 metros. 
Torre de Gestión Académica BUAP con 100 metros. 
Torres Boudica x2 con 100 metros. 
Huz Designer House con 100 metros. 
Torre Gemtel (con antena) 100 metros. 
Elipsis Tower con 90 metros. 
Torre La cima con 90 metros. 
Torres Arts x2 con 90 metros. 
Torre Alfa con 90 metros. 
Residencial Palmas Torre III con 90 metros. 
Torre Nidium 1 con 85 metros. 
Torre la Noria con 75 metros. 
Catedral metropolitana de Puebla con 74 metros. 
Torre Senza 2 con 73 metros  
Torre Teleférico 1 con 70 metros. 
La Quinta Inn con 70 metros. 
Complejo SAT con 70 metros. 
Hotel Grand Fiesta Americana con 65 metros. 
Playtown Corporativo con 65 metros. 
Templo conventual de San Francisco con 65 metros. 
Residencial Palmas Torre I con 63 metros. 
Torre Teleférico 2 con 63 metros.  
Vista del Arte con 62 metros.  
Les Tours d'Argent II con 61 metros.  
Les Tours d'Argent con 60 metros.  
Corporativo Triángulo con 60 metros.  
Edificio Ficus con 60 metros.  
Laporta Residencial con 60 metros.  
Arcadia Tower con 60 metros.  
Residencial Palmas Torre II con 60 metros.  
Torre Angelópolis con 60 metros.  
Torre de Especialidades H.A. con 55 metros.  
Torre Kuahtro con 50 metros.  
City Angelópolis con 50 metros.  
Torre Géminis con 50 metros.  
Hilton Garden Hotel con 50 metros.  
Hotel Camino Real con 50 metros.  
Ponton 429 con 50 metros.  
Hacienda Paraiso Zavaleta con 50 metros.  
Hospital Puebla con 50 metros.  
Hotel Triángulo las Ánimas con 50 metros.  
Corporativo Juárez con 50 metros.  
Fiesta Inn Finsa con 50 metros.  
Edificio Vacas con 50 metros  
Sirio 2942 con 45 metros.  
Torre Setri con 45 metros.  
Holiday Inn Express Hotel con 45 metros.  
Templo de San Cristóbal con 45 metros.  
Edificio Atalaya con 45 metros.  
Torre Diamante 1 con 43 metros.  
Hospital Regional Issste con 43 metros.  
Edificio Uno con 43 metros.  
Torre Tamayo con 40 metros.  
Edificio Balcón con 40 metros.  
Clínica del Paseo con 40 metros.  
Torre Esmeralda con 40 metros.  
Pabellón Corporativo Santa Fe con 40 metros.  
Residencial Eloina con 40 metros.  
Torre Senza con 40 metros.  
Gilfer Hotel con 40 metros.    
Capilla del Rosario con 30 metros.    
Palacio Municipal de Puebla con 25 metros.    
Templo de la Compañía con 24 metros.    
Palacio de Gobierno del Estado Libre y Soberano de Puebla con 15 metros.    
Casa de Alfeñique con 10 metros.    